# Bir Avuç Cennet
Bir Avuç Cennet (en turc) o En handfull paradis (en suec, "un grapat de cel") és una pel·lícula juvenil turco-sueca del 1985, escrita, dirigida i produïda per Muammer Özer.

## Resum
A mitjans de 1965, es va produir una onada migratòria a Turquia, moviments massius des del camp cap a les ciutats. Aquesta pel·lícula explica la història d'una família, pares i fills, que amb valentia es traslladen a la ciutat per tenir una vida millor. Però hi ha moltes dificultats i decepcions. No troben la casa que se'ls va prometre i troben allotjament en un autobús antic, al costat d'un cubell de la brossa. Però malgrat això, creen un "petit paradís".

## Repartiment
- Tarik Akan
- Hale Soygazi
- Baris Adali
- Revnak Güzel
- Ömer Yalnizcik